# Bastila

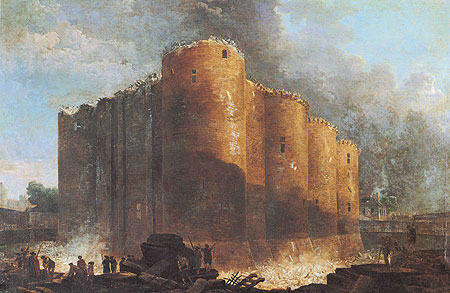
Hubert Robert (1733–1808): Bastila v prvních dnech demolice, Musée Carnavalet

Bastila (francouzsky Bastille, tj. hrad nebo pevnost) byla pařížská pevnost postavená v letech 1370–1383 na obranu proti Angličanům ve stoleté válce, která se od 15. století používala jako věznice. Její správný název zněl Bastille Saint-Antoine. Dobytí Bastilly dne 14. července 1789 znamenalo začátek Velké francouzské revoluce. Po zboření pevnosti na jejím místě vzniklo náměstí Place de la Bastille.

## Historie

### Výstavba
Pevnost byla určená k obraně východní části Paříže proti anglickým vojskům i proti případné revoltě pařížských obyvatel. Chránila též cestu mezi královskou rezidencí hôtel Saint-Pol a hradem Vincennes, kde se nacházelo administrativní centrum království. Bastila sloužila též jako zbrojnice. Nechal ji postavit francouzský král Karel V. v letech 1370–1383 a dohledem nad stavbou byl pověřen pařížský prévôt Hugues Aubriot, který dne 22. dubna 1370 položil základní kámen. Původní stavba měla čtyři věže podle dobových zvyklostí, zbývající čtyři byly doplněny později. Měřila 66 m na délku, 34 m na šířku a 24 m na výšku v úrovni věží a byla obehnána příkopem 25 m širokým a 8 m hlubokým napájeným vodou ze Seiny. Věže se nazývaly Coin, Chapelle, Trésor, Comté, Bertaudière, Basinière, Puits a Liberté. Vstup se nacházel na ulici Rue Saint-Antoine a vedl na dvůr Cour de l'Avancée, kde byly obchody a kasárna. V téže době byl vystaven i donjon ve Vincennes. Pevnost byla součástí obranného systému městských hradeb, které nechal Karel V. postavit na pravém břehu.

### Vězení
Prvním vězněm v Bastile se stal dozorce nad její stavbou Hugues Aubriot. Bastila byla příležitostně využívána jako státní věznice od doby vlády Ludvíka XI. Během hugenotských válek sloužila jako věznice šlechticů, byli zde např. François de Montmorency (1574–1575), Charles d'Angoulême (1604–1616) nebo Jindřich II. Bourbon-Condé (1616–1619). Jako odpůrce Katolické ligy zde byl vězněn i Michel de Montaigne (1588) a umělec Bernard Palissy, který zde v roce 1589 zemřel. Po pádu Ligy a vstupu Jindřicha IV. do Paříže guvernér Bastily bránil obléhanou pevnost čtyři dny.
Bastila sloužila mj. jako vězení pro královské vězně (šlechtu, vyšší měšťanstvo), kteří zde měli větší pohodlí než v jiných věznicích. Měli k dispozici velké pokoje, jídlo, sluhu, nábytek a kamna na vytápění. Měli svolení udržovat písemný styk s vnějším světem, přijímat návštěvy a relativně volně se pohybovat po pevnosti, např. markýz de Sade zde strávil pět a půl roku. Ovšem počet vězňů obvykle nepřekračoval 45 najednou. Za vlády Jindřicha IV. zde byla vězněná Galigai. Za vlády Ludvíka XIV. zde byli vězněni např. Nicolas Fouquet, François-Henri de Montmorency, anglický architekt John Vanbrugh nebo tajemný muž se železnou maskou. Za vlády Ludvíka XV. to byl též Voltaire nebo Pierre-Augustin Caron de Beaumarchais a za panování Ludvíka XVI. zde byli internováni kardinál Louis de Rohan, komtesa Jeanne de Valois-Saint-Rémy a Giuseppe Balsamo zapletení do aféry s náhrdelníkem, markýz de Sade, přeložený jen několik dnů před útokem na Bastilu či Jacques Pierre Brissot za knihu, kterou nenapsal. Za vlády Ludvíka XV. zde bylo mnoho jansenistů, v letech 1661–1789 sem byli umisťováni též autoři, tiskaři nebo prodejci zakázaných pamfletů.

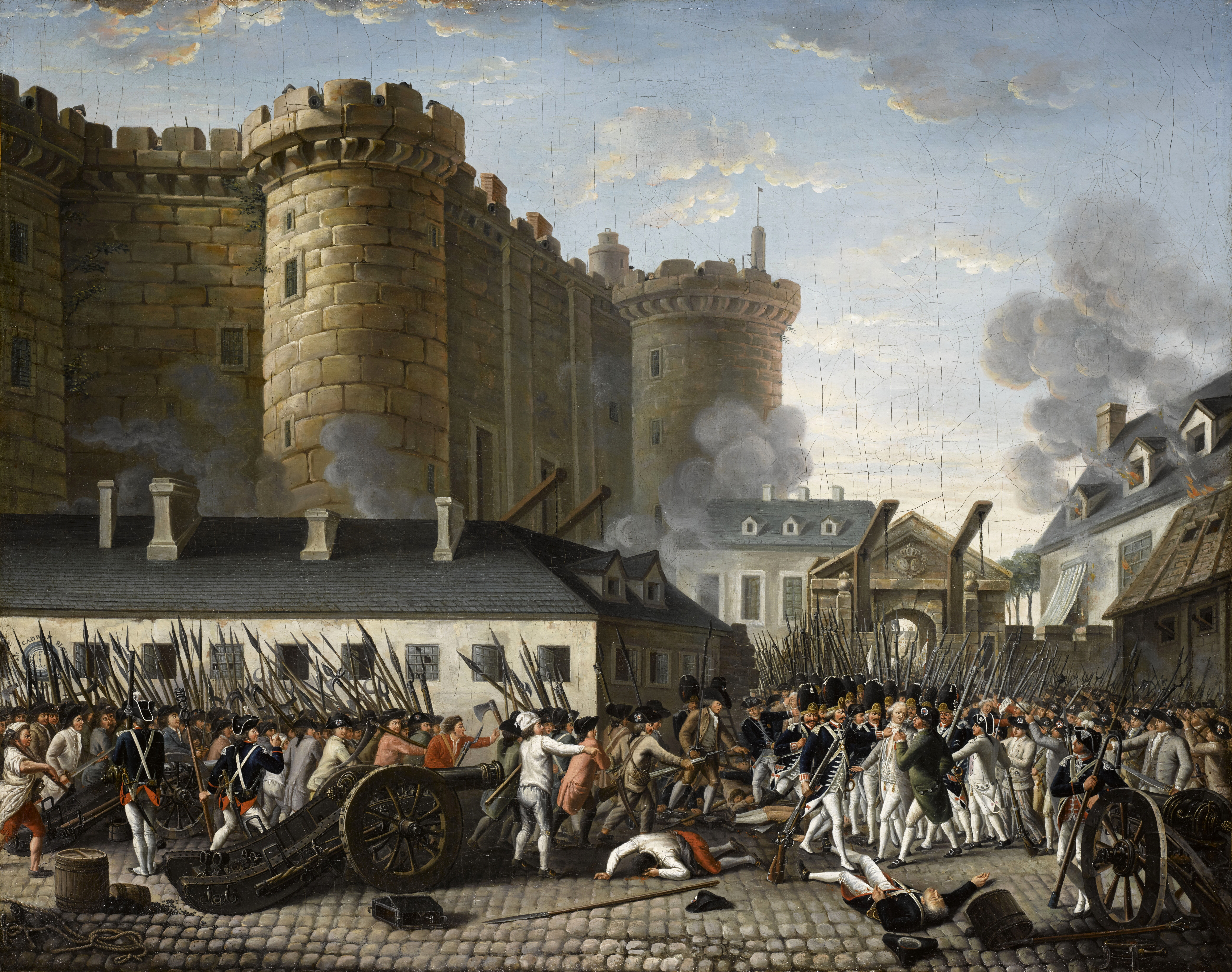
Útok na Bastilu

Bastila měla rovněž od konce 17. století část mnohem méně vybavenou pro obyčejné vězně umístěnou šest metrů v podzemí, a která sloužila jako trest pro neukázněné vězně.

### Dobytí Bastily
Dobytí Bastily dne 14. července 1789 představuje počátek Velké francouzské revoluce. Pevnost napadli Pařížané, aby získali střelný prach, který jim chyběl do zbraní ukořistěnými ve zbrojnici v Invalidovně. Guvernér de Launay odmítl s delegací měšťanů vyjednávat. Bitva o Bastilu trvala pět hodin. Při střelbě z mušket zemřelo 83 Pařížanů a obránci byli zabiti jen tři včetně velitele, protože se jich většina vzdala. Pařížané při drancování pevnosti vyházeli do příkopu veškerý archiv, který byl následujícího dne opět sebrán a v roce 1798 uložen v Bibliothèque de l'Arsenal.
Ve věznici se toho dne nacházelo pouze sedm odsouzenců, žádný z nich nebyl politický vězeň. Čtyři z nich byli padělatelé (Béchade, Laroche, La Corrège, Pujade), dva z nich byli šílenci (Tavernier, de Whyte), kteří byli po osvobození opět internování v blázinci v Charentonu a poslední byl hrabě z Solages internovaný na žádost rodiny pro obvinění z incestu.

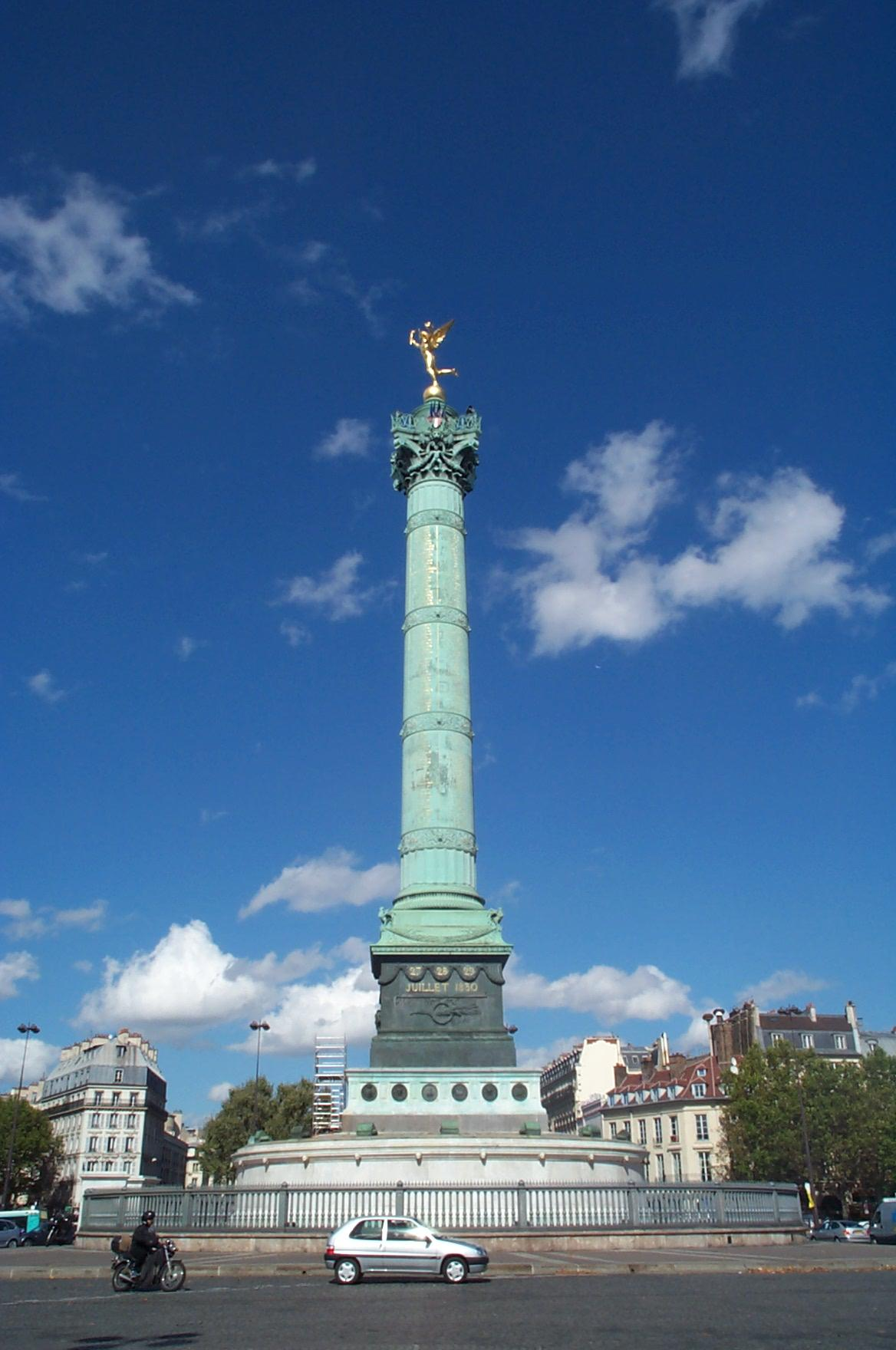
Červencový sloup na náměstí Bastily

### Demolice Bastily
Demolice Bastily byla zahájena 15. července, kdy soukromý podnikatel ve stavebnictví Pierre-François Palloy (1754–1835) prodal část kamenů jako suvenýry (kameny opracované do miniatury Bastily). Palloy nechal rovněž tyto makety poslat do všech chef-lieu francouzských departementů. Ze železných zámků cel, řetězů a okovů nechal Palloy vyrobit pamětní medaile s motivem svobody.

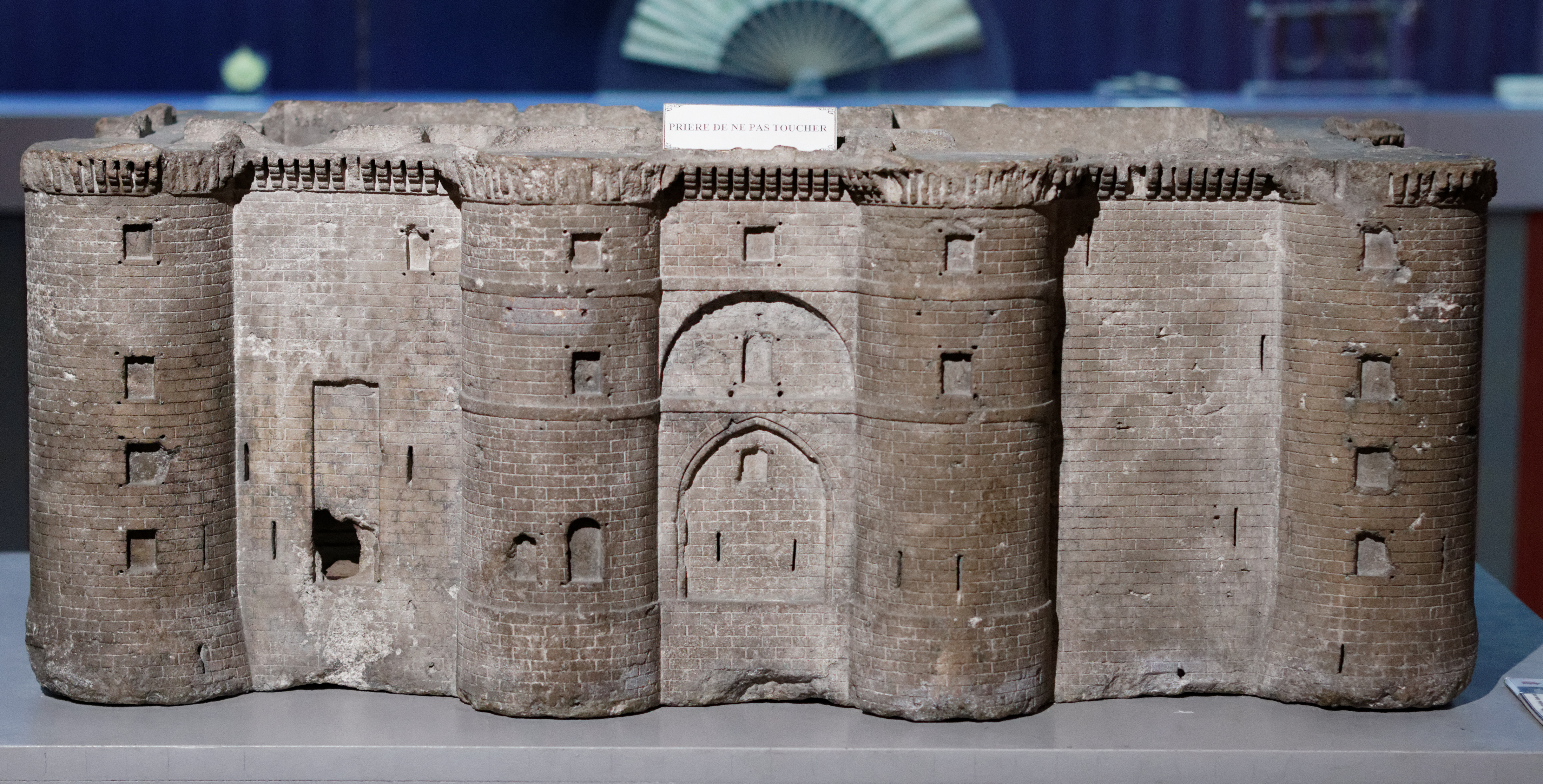
Model Bastily, Musée Carnavalet

Největší část kamenů z Bastily ale byla použita při stavbě mostu Concorde. Markýz La Fayette poslal jeden z klíčů od Bastily Georgovi Washingtonovi. Dnes je uložený v muzeu Mount Vernon. Druhý klíč byl poslán do města Gournay-en-Bray, kde se narodil Maillart, první revolucionář, který vstoupil při dobývání do Bastily. Tento klíč je dnes ztracený.

## Bastila dnes
V roce 1899 během výstavby linky 1 pařížského metra byly objeveny pozůstatky základů pevnosti. Jedná se o základy věže Liberté, která se nacházela v prostoru domu č. 1 v Rue Saint-Antoine. Základy byly přeneseny a umístěny na Square Henri-Galli.
Stejně tak byly objeveny zbytky obranné zdi, kterou je možné spatřit na nástupišti stanice Bastille linky 5 ve směru na Bobigny.
Rovněž jsou v západní části náměstí Place de la Bastille v dláždění vyznačeny základy pevnosti.
Od roku 1880 je 14. červenec francouzským státním svátkem. Poprvé se dobytí Bastily slavilo jako svátek Federace (Fête de la Fédération) již 14. července 1790 na Champ-de-Mars.